# Mokradła słone

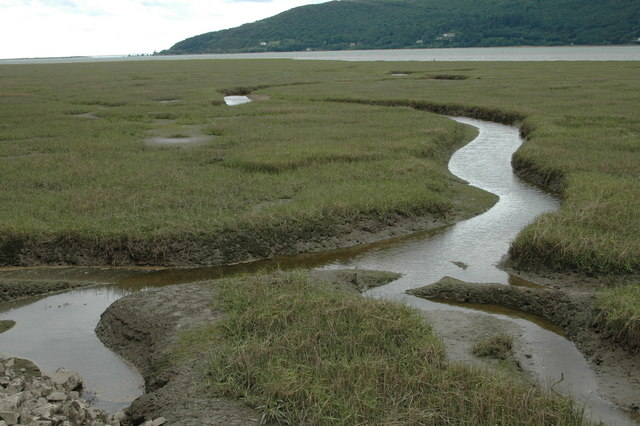
Słone mokradła w czasie odpływu u wybrzeży Wielkiej Brytanii

Mokradła słone, słone bagna, błotniste solniska – środowisko pobrzeża morskiego stanowiące równię pływową pomiędzy lądem a słoną lub brakiczną wodą zdominowaną przez słonorośla zielne lub niskie krzewy. Roślinność bagienna ma kluczowe znaczenie dla stabilności nadmorskich mokradeł solnych przez wyłapywanie i wiązanie osadów. Mokradła słone odgrywają dużą rolę w łańcuchu pokarmowym, gdyż są źródłem składników odżywczych w przybrzeżnych wodach dla żyjących tam organizmów wodnych. Są ponadto istotnym siedliskiem dla zwierząt takich jak migrujące ptaki, a także stanowią ochronną barierę przybrzeżną. W warunkach śródlądowych słone mokradła tworzą się w miejscach wypływu wód silnie zasolonych, które spotykane są w miejscach występowania pokładów soli kamiennej blisko powierzchni ziemi.

## Rozmieszczenie
Nadmorskie mokradła słone występują na wybrzeżach niskoenergetycznych na średnich i wysokich szerokościach geograficznych. Obejmują typowe osłonięte środowiska takie jak nasypy nabrzeżne, estuaria i zawietrzne strony wysp barierowych oraz mierzeje. W klimacie tropikalnym i subtropikalnym mokradła pokryte roślinnością zielną zastępowane są przez namorzyny, tworzone przez gatunki krzewiaste i drzewiaste tolerujące sól. Większość słonych mokradeł ma bardzo niewielkie zróżnicowanie topograficzne, jednak często wyróżniają się dużą powierzchnią, dzięki czemu są atrakcyjne dla ludzi.

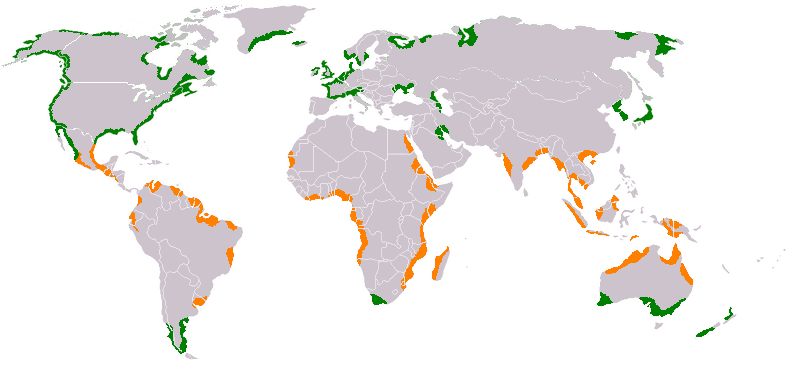
Występowanie przybrzeżnych ekosystemów stanowiących równię pływową pomiędzy lądem a słoną wodą: kolorem zielonym oznaczono mokradła słone, kolorem pomarańczowym zarośla mangrowe

Słone mokradła najczęściej zlokalizowane są w pobliżu określonych form ukształtowania terenu. Takimi formami są delty rzeczne, estuaria, rias, zatoki morskie bądź też wyspy barierowe.
Mokradła deltaiczne są związane z dużymi rzekami, jak np. znajdująca się w południowej Europie, w południowej Camargue w delcie Rodanu lub delcie rzeki Ebro. Bardzo duże słone mokradła znajdują się w delcie rzeki Missisipi. W Nowej Zelandii większość solnych mokradeł zlokalizowana jest w estuariach, w miejscach, gdzie jest bardzo mały ruch fal oraz duża sedymentacja. Tego rodzaju słone mokradła leżą w Parku Awhitu w Auckland oraz Manawatu Estuary i Avon-Heathcote Estuary w Christchurch.
Mokradła na wyspach barierowych są powszechne wzdłuż wschodniego wybrzeża Stanów Zjednoczonych, gdzie ciąg wysp tworzą Sea Islands oraz archipelag Outer Banks, a także wzdłuż wybrzeży Holandii i Niemiec, gdzie podobny łańcuch tworzą Wyspy Fryzyjskie.
Duże i głębokie zgłębienia zatokowe, w których tworzą się mokradła słone, znajdują się między innymi w Zatoce Morecambe w Portsmouth w Wielkiej Brytanii i w Zatoce Fundy w Ameryce Północnej.
Słone mokradła czasem wypełniają laguny, jak ma to np. miejsce w dużej części Laguny Weneckiej.
Słone źródliska związane są z miejscami płytkiego występowania złóż soli kamiennej. W Polsce znane są z Wyspy Chrząszczewskiej i okolic Kołobrzegu, gdzie odnalezione zostały po wielu latach uznawania ich za zniszczone. Kształtują się także w miejscach, gdzie z przyczyn antropogenicznych następuje dopływ wód o dużym stężeniu jonów, związanym z eksploatacją soli i solanek (w Polsce np. w Ciechocinku i Inowrocławiu).

## Zalewanie pływowe a strefowanie wegetacji

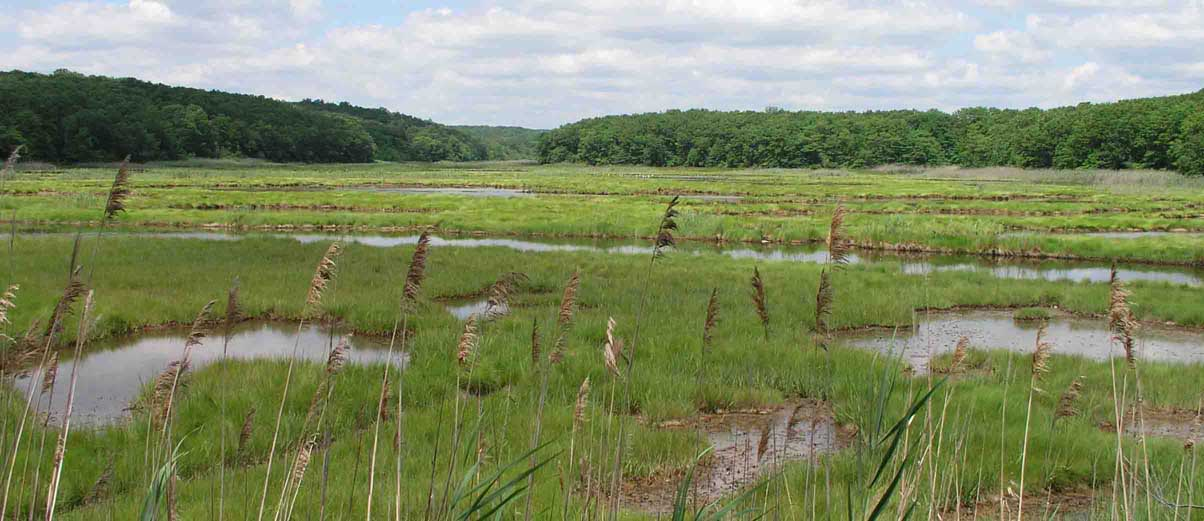
Atlantyckie przybrzeżne słone mokradła w Connecticut

Mokradła słone są wyróżniającym się środowiskiem lądowym, które przejściowo poprzez codzienne pływy zamieniają się okresowo w środowisko morskie. Jest to ważny proces, gdyż pozwala dostarczyć osady, składniki pokarmowe oraz wodę do roślinności mokradeł. Zasolenie niżej położonych mokradeł jest stałe ze względu na codzienne dostarczanie słonej wody o tej samej koncentracji soli. Na wyżej położonych częściach mokradeł, na których jest ograniczony wpływ pływów, obserwuje się niższe zasolenie środowiska. Niemniej jednak w wysoko położonych mokradłach zasolenie może wzrastać przy silnej ewapotranspiracji i braku opadów, które zwykle przepłukując słodką wodą wymywają sól. W wyniku różnic tworzą się specyficzne siedliska zróżnicowane pod względem roślin i zwierząt dostosowanych do danych warunków. Roślinność poszczególnych stref mokradeł uzależniona jest od ich tolerancji na zasolenie lub ”zasłodzenie” podłoża.
Roślinność rosnąca w wodzie morskiej musi być zdolna do przetrwania w warunkach wysokiej koncentracji soli, okresowego zatapiania, oraz okresowych ruchów wód. Roślinność wyżej położona musi tolerować okresowe przesuszenia i niską zawartość składników pokarmowych. Stwierdzono, że roślinność wyżej położonych stanowisk mokradeł solnych ograniczona jest do gatunków wygrywających konkurencję z innymi roślinami, którym brak siedliskowych mechanizmów ochronnych, natomiast roślinność niżej położonych stanowisk ogranicza się do roślin tolerujących wysokie zasolenie, ruchy wodne i niski poziom tlenu.

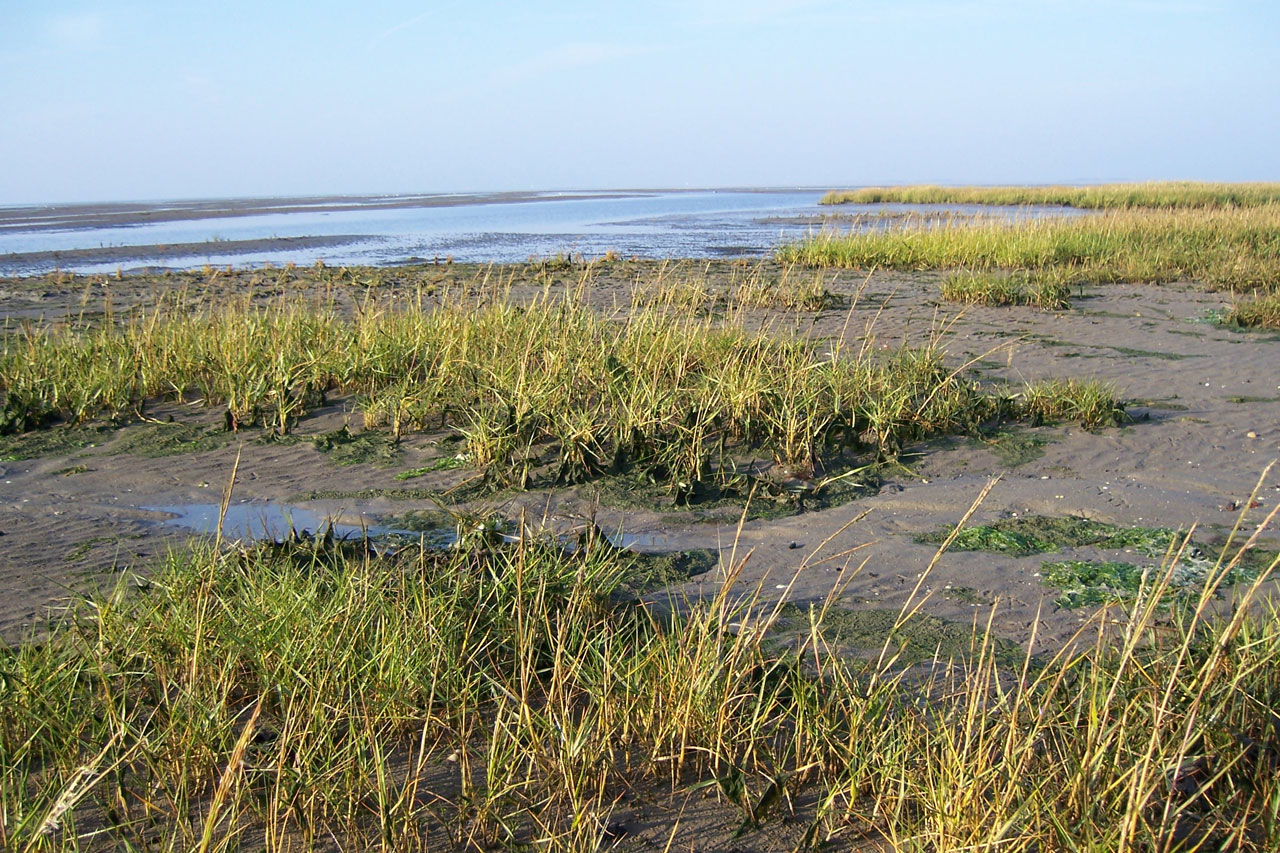
Ekspansja sitów (Juncus spp.) na mokradłach słonych na fryzyjskiej wyspie Spiekeroog

Bardzo silne strefowanie mokradeł solnych ma miejsce w rejonie północno-wschodnich stanów USA, co jest efektem dużych różnic poziomu morza podczas odpływów i przypływów. W nisko położonych mokradłach podlegających regularnemu zalewaniu obserwuje się monokulturowe stanowiska gatunku Spartina alterniflora należącego do stepowej grupy traw z rodziny wiechlinowatych, następnie wyżej położone stanowiska zasiedla sit Gerarda (Juncus gerardii) i na końcu krzewy Iva frutescens. Wymienione gatunki różnią się tolerancją na zasolenie, stąd też tworzą wyraźnie strefowe rejony występowania.

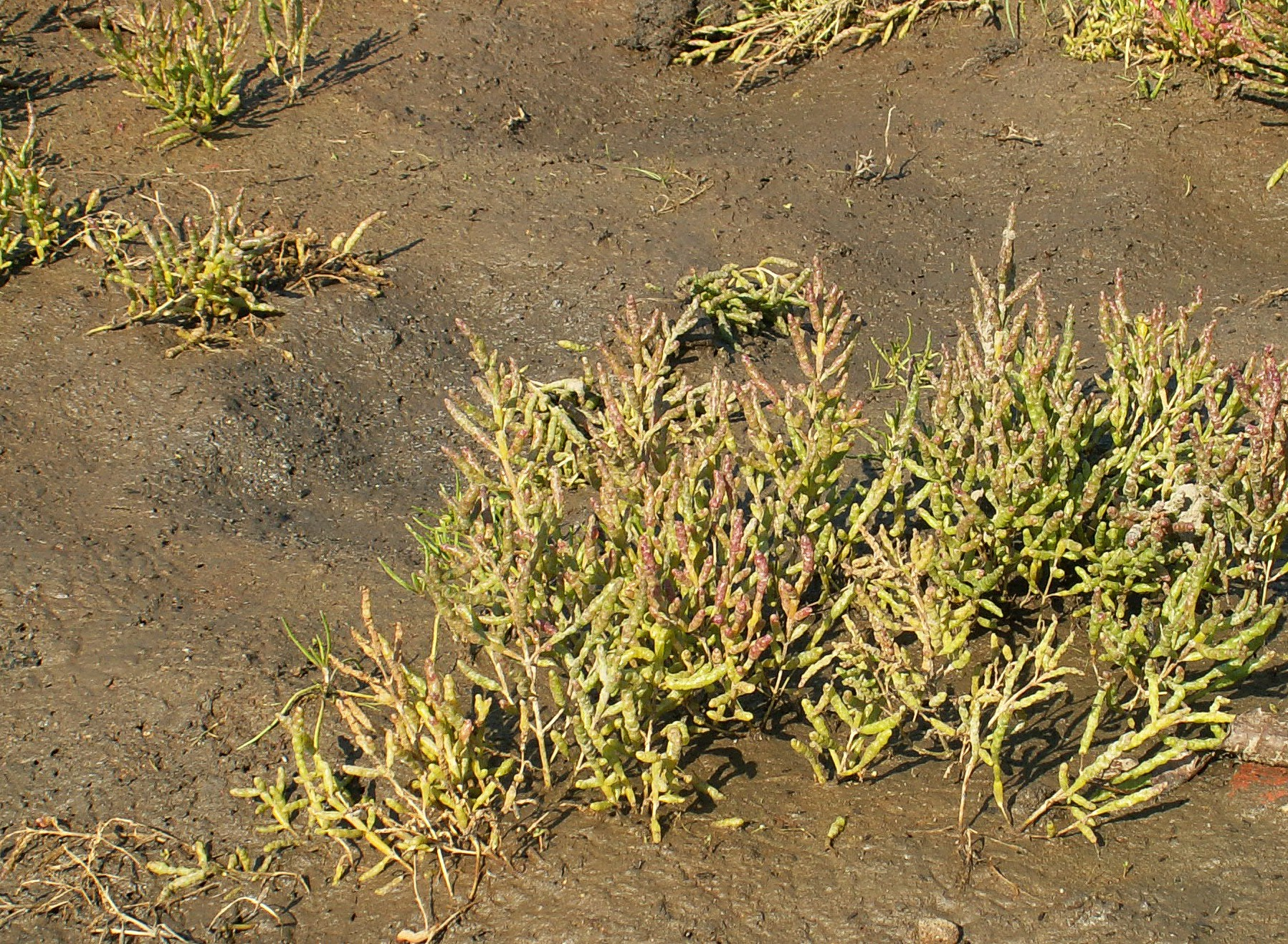
Soliród zielny na słonym błotnisku na Wyspie Chrząszczewskiej

Zróżnicowanie gatunkowe mokradeł jest stosunkowo małe, gdyż ogranicza je zdolność do tolerowania wysokiego zasolenia, ruchy wody oraz beztlenowe podłoże błotne. Najczęstszymi roślinami są soliród (Salicornia spp.) i trawy spartyna (Spartina spp.), spotykane na całym świecie. Często są to pierwsze rośliny na pływowych równinach błotnych, które zaczynają sukcesję ekologiczną mokradeł słonych. Ich pędy podnoszą fale pływowe powyżej błota, przez co je stabilizują oraz wprowadzają tlen, co pozwala kolejnym gatunkom na ich zasiedlanie. Takie rodzaje jak zatrwian (Limonium spp.), babka (Plantago spp.), oraz wiele ciborowatych i sitowatych rośnie na błotach i są uznawane za gatunki pionierskie.

## Ochrona
Słone mokradła stanowią w Unii Europejskiej siedlisko przyrodnicze wymagające ochrony w sieci Natura 2000.